# 쿠퍼 플래그

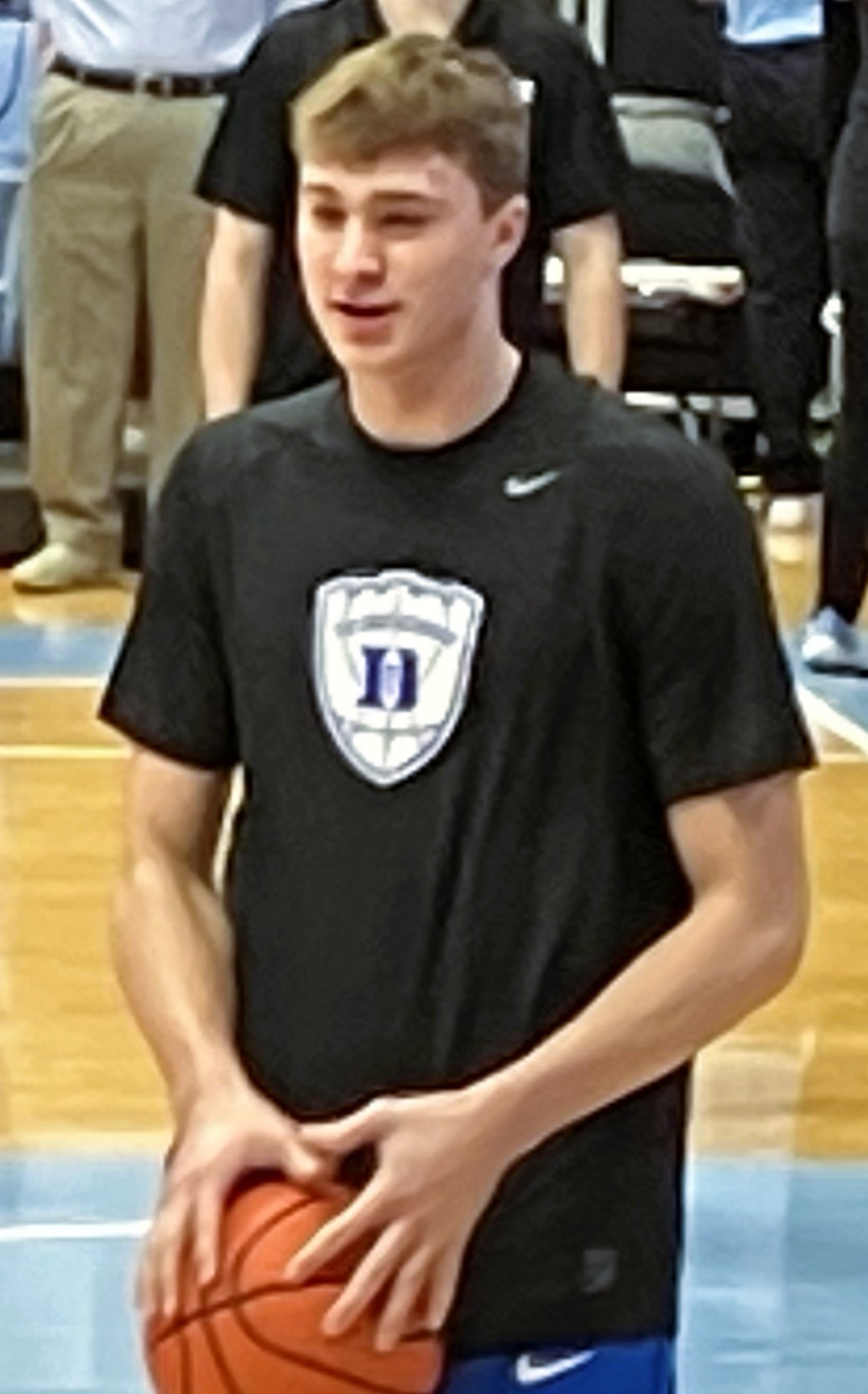
2025년 듀크 소속 플래그

쿠퍼 플래그(Cooper Flagg, 2006년 12월 21일 ~)는 NBA의 댈러스 매버릭스 소속 미국인 프로 농구 선수이다. 메인주 뉴포트에 있는 노코미스 지역 고등학교에서 고등학교 경력을 시작했으며, 이후 플로리다주 몬트베르데의 몬트베르데 아카데미로 전학하여 고학년 때 여러 전국 고등학교 올해의 선수 상을 수상했다. 2024년 클래스에서 최고의 스카우트로 평가받는 플래그는 듀크 블루데블스에서 대학 농구를 했으며, 신입생 시절 컨센서스 퍼스트팀 올아메리칸과 컨센서스 전국 올해의 선수 상을 모두 받았다. 2025 NBA 드래프트에서 매버릭스에 의해 전체 1순위로 지명되었다.

## 어린 시절 및 고등학교 경력
플래그는 메인주 뉴포트에서 태어나 처음에는 노코미스 지역 고등학교에 다녔다. 경기당 20.5점, 10리바운드, 6.2어시스트, 3.7스틸, 3.7블록을 기록하며 메인 게토레이 올해의 선수로 선정된 최초의 신입생이 되었다. 노코미스는 주 결승에서 팔머스 고등학교를 43-27로 이긴 경기에서 플래그가 22점을 득점하고 16리바운드를 잡으며 클래스 A 주 챔피언십에서 우승했다.
플래그는 고등학교 신입생 학년 말에 플로리다주 몬트베르데의 몬트베르데 아카데미로 전학했다. 이 학교에서 첫 해를 시작하기 전에 플래그가 뛰는 동안에만 EYBL에 소속된 팀인 메인 유나이티드 소속으로 나이키 엘리트 유스 농구 리그 (EYBL)에서 뛰었다. 쿠퍼 플래그와 에모니 베이츠는 여전히 고등학교 경력 동안 단일 팀을 EYBL에 진출시킨 유일한 선수들이다. 플래그는 몬트베르데가 라 루미에르 아카데미를 85-63으로 이긴 경기에서 21점을 득점하고 5스틸, 5리바운드, 3어시스트를 기록하며 2023년 후프홀 클래식의 MVP로 선정되었다. 또한 네이스미스 올해의 고교 선수상 준결승 진출자로 선정되었다. 플래그는 몬트베르데에서의 첫 시즌 동안 경기당 평균 9.8점, 5.2리바운드, 3어시스트를 기록했다. 시즌 후 EYBL에서 메인 유나이티드 소속으로 뛰었고, 피치 잼 토너먼트 7경기에서 평균 25.4점, 13리바운드, 5.7어시스트, 6.9블록을 기록했다. 플래그는 2학년 이후 2024년 스카우트 클래스로 재분류되었다.
플래그는 2024 맥도날드 올 아메리칸 보이즈 게임에 출전하도록 선정되었다. 2024년 3월 27일, 게토레이 전국 올해의 선수로 선정되었다. 플래그는 또한 미스터 농구 USA와 네이스미스 올해의 고교 선수로도 선정되었다. 고등학교 마지막 시즌 동안 평균 16.4점, 7.5리바운드, 3.8어시스트, 2.7블록을 기록하며 이글스를 34승 무패의 완벽한 기록과 프로그램의 8번째 전국 타이틀로 이끌었다.

### 스카우트
플래그는 신입생 시즌이 끝난 후 2025년 스카우트 클래스에서 세 번째로 좋은 유망주로 평가받았다. 2022년 FIBA U17 농구 월드컵에서의 활약 이후 2022년 8월에 클래스에서 두 번째로 좋은 스카우트 선수로 재평가되었다. 플래그는 8학년 때 브라이언트로부터 첫 NCAA 디비전 I 장학금 제안을 받았다.
플래그는 2학년 이후 여름 동안 2024년 클래스로 재분류되었다. 2023년 10월 30일, 플래그는 UConn의 제안도 고려한 후 듀크에서 뛰겠다고 구두로 약속했다. 처음에는 10월 27일에 약속을 발표할 계획이었지만, 고향인 메인주에서 발생한 2023년 루이스턴 총격 사건의 여파로 일정을 미뤘다. 플래그는 2023년 11월 8일, 조기 등록 기간 동안 블루데블스에서 뛰기 위한 국가 의향서에 서명했다. 플래그는 2024년 클래스에서 가장 높은 평가를 받은 스카우트 선수로 마무리했다.

## 대학 경력
플래그는 2024년 6월 듀크 대학교에 입학하여 블루데블스의 여름 훈련에 참가했다. 2024년 11월 4일 메인과의 시즌 개막전에서 대학 농구 데뷔전을 치렀고, 96-62 승리에서 18점, 7리바운드, 5어시스트, 3스틸을 기록했다. 11월 18일, 플래그는 애틀랜틱 코스트 콘퍼런스 (ACC) 주간 신인상을 수상했다. 12월 31일, 버지니아 테크를 88-65로 이긴 경기에서 24점, 6어시스트, 4스틸을 기록했다. 2025년 1월 4일, 플래그는 SMU를 89-62로 이긴 경기에서 24점 11리바운드로 더블더블을 기록했다.
플래그는 2025년 1월 11일 노터데임과의 듀크 경기에서 기록적인 활약을 펼쳤다. 42점을 득점하고 6리바운드, 7어시스트를 기록했으며, 필드골 14개 중 11개 성공, 3점슛 6개 중 4개 성공, 자유투 17개 중 16개 성공을 기록했다. 이는 듀크 대학교와 ACC의 신입생 득점 기록을 모두 새로 세웠다. 1월 18일, 플래그는 보스턴 칼리지를 88-63으로 이긴 경기에서 28점, 5리바운드를 기록했다. 2025년 1월 25일, 플래그는 웨이크 포레스트를 63-56으로 이긴 경기에서 24점, 7리바운드, 6어시스트를 기록했다. 1월 27일, 플래그는 NC 스테이트를 74-64로 이긴 경기에서 28점, 7리바운드를 기록했다. 2월 1일, 플래그는 숙적 노스캐롤라이나를 87-70으로 이긴 경기에서 21점, 8리바운드, 7어시스트를 기록했다. 2월 12일, 플래그는 캘리포니아를 78-57로 이긴 경기에서 27점, 5리바운드를 기록했다. 2월 17일, 플래그는 버지니아를 80-62로 이긴 경기에서 17점, 14리바운드로 더블더블을 기록했다. 지난 25년간 정규 시즌에서 500점 이상, 100어시스트 이상, 30블록 이상을 기록한 최초의 ACC 선수가 되었다. 3월 3일, 플래그는 웨이크 포레스트를 93-60으로 이긴 경기에서 28점을 득점하고 8리바운드, 7어시스트를 기록했다.
플래그는 블루데블스를 ACC 정규 시즌 타이틀로 이끌었으며, 듀크는 컨퍼런스 경기에서 19승 1패를 기록했다. 2025년 3월 13일, 듀크는 조지아 테크를 ACC 토너먼트 8강전에서 플래그가 발목 염좌 부상으로 경기를 떠나 남은 토너먼트에 불참했음에도 불구하고 78-70으로 이겼다. 3월 15일, 듀크는 ACC 토너먼트 챔피언십 경기에서 루이빌을 73-62로 이겼다. 플래그와 듀크는 NCAA 토너먼트에 동부 지역 1번 시드로 참가했으며, 토너먼트 1라운드와 2라운드에서 마운트 세인트 메리스와 베일러를 모두 이겼다. 3월 27일, 플래그는 스위트 16에서 애리조나를 100-93으로 이긴 경기에서 30점, 6리바운드, 7어시스트를 기록했다. 3월 29일, 플래그는 엘리트 8에서 앨라배마를 85-65로 이긴 경기에서 16점, 9리바운드를 추가했다. 4월 5일, 플래그는 파이널 포에서 휴스턴에 70-67로 패한 경기에서 27점, 7리바운드, 3블록을 기록했다. 신입생 시즌 후 플래그는 남은 대학 자격을 포기하고 2025 NBA 드래프트를 선언했다.
그는 ACC 올해의 선수와 ACC 올해의 신인으로 선정되었는데, 이는 자이언 윌리엄슨, 마빈 배글리 3세, 자힐 오카포와 함께 컨퍼런스 역사상 같은 시즌에 두 상을 모두 수상한 유일한 선수들이다.

## 프로 경력

### 댈러스 매버릭스 (2025년–현재)
플래그는 2025 NBA 드래프트에서 댈러스 매버릭스에 의해 전체 1순위로 지명되었다.

## 국가대표 경력
플래그는 2022년 FIBA U17 농구 월드컵에서 미국 U-17 남자 농구 국가대표팀 소속으로 뛰었다. 미국이 금메달을 획득하는 동안 경기당 평균 9.3점, 10리바운드, 2.9블록, 2.4스틸을 기록하며 올토너먼트팀에 이름을 올렸다. 플래그는 결승전에서 스페인을 79-67로 이긴 경기에서 10점, 17리바운드, 8스틸, 4블록을 기록했다. U17 월드컵에서의 활약으로 2022년 미국 농구 올해의 남자 선수로 선정되었으며, 이 상을 수상한 최연소 선수이다.
플래그는 2024년 하계 올림픽을 준비하는 미국 농구 국가대표팀과 함께 훈련하기 위한 미국 셀렉트 팀에 지명되었다.

## 경력 통계

### 대학
| 시즌    | 팀   | 경기 | 선발 | 출장시간 | 야투% | 3점슛% | 자유투% | 리바운드 | 어시스트 | 스틸 | 블록 | 득점 |
| ------- | ---- | ---- | ---- | -------- | ----- | ------ | ------- | -------- | -------- | ---- | ---- | ---- |
| 2024–25 | 듀크 | 37   | 37   | 30.7     | .481  | .385   | .840    | 7.5      | 4.2      | 1.4  | 1.4  | 19.2 |

## 개인 생활
플래그의 어머니 켈리는 메인에서 대학 농구 선수로 뛰었으며, 고학년 때 팀 주장을 맡았다. 그의 아버지 랄프는 NJCAA 농구에서 이스턴 메인 커뮤니티 칼리지에서 뛰었다. 플래그에게는 노코미스에서 팀 동료였고 몬트베르데로 전학한 에이스라는 이란성 쌍둥이 형제가 있으며, 현재 2025-26 시즌부터 메인에서 뛰기로 구두 약속을 했다. 플래그의 형 헌터도 노코미스 농구 선수였으며, 플래그가 신입생일 때 헌터는 고학년이었다. 그의 가족은 그와 쌍둥이 형제가 몬트베르데 아카데미로 전학한 후 뉴포트에서 플로리다로 이사했다.
플래그는 듀크에서의 신입생 학년이 시작되기 전에 뉴발란스와 신발 계약을 맺었다. 플래그가 뉴발란스를 선택한 결정은 회사가 그의 고향인 뉴포트 근처에 두 개의 공장을 가지고 있어 메인주와 연관되어 있다는 점에 영향을 받았다. 또한 게토레이가 후원하는 최초의 남자 대학 농구 선수가 되었다.

## 같이 보기
- 애틀랜틱 코스트 콘퍼런스 남자 농구팀 목록